# Ausschuss für Humanarzneimittel
Der Ausschuss für Humanarzneimittel (englisch Committee for Medicinal Products for Human Use, offizielle Abkürzung: CHMP) ist ein wissenschaftlicher Ausschuss der Europäischen Arzneimittelagentur (EMA). Das CHMP bereitet die Bewertungen der Europäischen Arzneimittelagentur vor und beschäftigt sich mit der Zulassung und der Risikobewertung von Arzneimitteln, die am Menschen angewendet werden und die EU-weit zugelassen werden sollen. Das CHMP setzt sich aus Repräsentanten der nationalen Arzneimittelbehörden der EU-Mitgliedstaaten sowie den EU-assoziierten Ländern Island und Norwegen zusammen. Es tagt regelmäßig in den Räumlichkeiten der Europäischen Arzneimittelagentur. Der leitende Präsident des CHMP wird alle drei Jahre neu gewählt.

## Aufgaben des Ausschusses
- Das CHMP beurteilt die Qualität, Wirksamkeit und Unbedenklichkeit von Arzneimitteln, für die von den pharmazeutischen Unternehmen eine Zulassung beantragt wurde. Dies geschieht anhand wissenschaftlicher Daten, die der Antragsteller als umfangreiches Dossier zur Verfügung stellt. Es enthält Beschreibungen des Herstellungsvorgangs und der Arzneimittelanalytik, um die Qualität des Arzneimittels nachzuweisen, und weiterhin die Daten und Ergebnisse der toxikologischen und klinischen Studien zum Nachweis der Unbedenklichkeit (bei bestimmungsgemäßem Gebrauch) und zum Nachweis der pharmakologischen Wirksamkeit.
- Arzneimittel, die zugelassen sind oder für die eine Zulassung angestrebt wird, werden vom CHMP nach ihrem Nutzen-Risiko-Verhältnis beurteilt. Hier wird geprüft, ob die gewünschte Wirkung erreicht wird, ohne dass die auftretenden Nebenwirkungen zu gravierend sind. Ein positiv eingestuftes Nutzen-Risiko-Verhältnis ist immer eine Einzelentscheidung und vor allem abhängig davon, wie schwerwiegend das zu behandelnde Leiden ist.
- Eine positive Einschätzung des Nutzen-Risiko-Verhältnis (positive opinion) durch das CHMP ist die Voraussetzung für die Erteilung einer EU-Marktzulassung für ein Humanarzneimittel durch die zuständige Behörde, die  Europäische Kommission, die der Empfehlung in aller Regel auch folgt. Das CHMP tagt monatlich, wobei die präfinalen Beurteilungsergebnisse diskutiert und eine finale Beurteilung verabschiedet werden (positive oder negative opinion als Konsens oder Mehrheitsentscheidung). Das Ergebnis wird in den Sitzungsprotokollen (CHMP Meeting highlights) auf der Website der Agentur bekannt gegeben.[1]

- Das CHMP veröffentlicht in allen Amtssprachen der EU einen „European Public Assessment Report“ (EPAR, Europäischer öffentlicher Bewertungs-Bericht) für jedes EU-weit zugelassenen Arzneimittel, der die Fachinformation, die Gründe für die Zulassung und die während der Zulassung unternommenen Schritte enthält.

Weitere Aufgaben des CHMP sind:
- Hilfsleistungen an pharmazeutische Unternehmen, die neue Arzneimittel erforschen und entwickeln
- das Erstellen von wissenschaftlichen und regulatorischen Leitlinien für die pharmazeutische Industrie
- Zusammenarbeit mit internationalen Partnern zur Harmonisierung der regulatorischen Belange für Arzneimittel (Erarbeitung von ICH-Guidelines)

Die Verantwortlichkeit für Pharmakovigilanzangelegenheiten wurde zum Juli 2012 an den neu gegründeten Pharmakovigilanzausschuss (Pharmacovigilance Risk Assessment Committee, PRAC) übertragen. Meldungen von Pharmaunternehmen, Kliniken, Ärzten und Apothekern über unerwünschte Arzneimittelwirkungen (UAW, „Nebenwirkungen“) werden von nationalen Arzneimittelkommissionen und Arzneimittelbehörden gesammelt, aufbereitet und bewertet. Bis zur Gründung des Pharmakovigilanzausschusses war das CHMP in diesen Prozess eingebunden und gab bei Bedarf Empfehlungen an die Europäische Kommission, wenn ein Arzneimittel neu bewertet wurde, Änderungen an der Zulassung entstanden oder die Zulassung widerrufen werden oder ruhen sollte.

## Gliederung und Organisationsstruktur
Im Ausschuss für Humanarzneimittel bestimmen die 29 Mitglieder, 27 aus den EU-Mitgliedstaaten und 2 aus den EEA-EFTA-Staaten Island und Norwegen, einen Präsidenten und einen Vizepräsidenten aus ihrer Mitte. Die 29 Mitglieder haben jeweils einen Stellvertreter. Die Regierung jedes Mitgliedstaats ernennt ein Mitglied und einen Stellvertreter. Bis zu fünf zusätzliche Mitglieder können durch die EU-Mitgliedstaaten hinzugewählt werden, falls zusätzliche Fachkenntnis in speziellen Wissenschaftsbereichen nötig ist. Die Mitglieder des CHMP beauftragen die Arbeitsgruppen, die wissenschaftlichen Beratungsgruppen und andere Ausschuss-Gruppen des Ausschusses mit fachspezifischen Arbeitsschritten und Auswertungen. Alle Gruppen des Ausschusses für Humanarzneimittel arbeiten im Auftrag der 29 CHMP-Mitglieder.
Bis Mai 2004 lautete der Name des Ausschusses Committee for Proprietary Medicinal Products (CPMP).

### Leitende Präsidenten
- 1995–2000: Jean-Michel Alexandre[3] (Frankreich)
- 2001–2007: Daniel Brasseur[4] (Belgien)
- 2007–2012: Eric Abadie[5] (Frankreich)
- 2012–2018: Tomas Salmonson[6] (Schweden)
- 2018–2024: Harald Enzmann[7] (Deutschland)
- seit 21. September 2024: Bruno Sepodes[8] (Portugal)

### Arbeitsgruppen des Ausschusses
Der Ausschuss für Humanarzneimittel beherbergt einige Arbeitsgruppen, die aus Mitgliedern der „Europäischen Experten-Liste“ bestehen. Dies sind europäischen Wissenschaftler aus bestimmten Wissenschaftsgebieten und gehören ihrer Arbeitsgruppe für drei Jahre an. Die Arbeitsgruppen beraten das CHMP zu bestimmten Fragen aus dem jeweiligen Fachgebiet. Das CHMP überträgt auch Teilaufgaben aus Zulassungsverfahren, Gutachterverfahren und Revisionen von wissenschaftlichen Leitdokumenten an die Arbeitsgruppen.

#### Ständige Arbeitsgruppen
Für den Ausschuss für Humanarzneimittel die folgenden ständigen Arbeitsgruppen tätig:
- Arbeitsgruppe für Angehörige von Gesundheitsberufen: Healthcare Professionals' Working Group (HCPWG), die Empfehlungen und Vorschläge zur Zusammenarbeit der Europäischen Arzneimittelagentur und des CHMP mit den Angehörigen der Gesundheitsberufe gibt.
- Arbeitsgruppe für Biologische Arzneimittel: Biologics Working Party (BWP). Diese Arbeitsgruppe beschäftigt sich mit Gesichtspunkten der Qualität und Sicherheit der biologisch und biotechnologisch hergestellten Arzneimittel und arbeitet den wissenschaftlichen Ausschüssen der Europäischen Arzneimittelagentur zu. Sie hilft bei der Auswertung der Dossiers der Zulassungsanträge und berät auf Anfrage zu Qualitätsaspekten biologischer und biotechnologischer Arzneimittel und unterhält Kontakt zu Fachkreisen, Patientenorganisationen, der pharmazeutischen Industrie, zur Weltgesundheitsorganisation (WHO), zu biologischen Kontrolllaboren und Arzneibucherstellern zu allen Angelegenheiten, die biologische Arzneimittel betreffen. Die BWP erarbeitet, sichtet und überarbeitet Richtlinien ihres Fachgebiets und veranstaltet Arbeitsseminare darüber oder leistet Beiträge dazu. Im Auftrag des CHMP erarbeitet sie Verlautbarungen zu konkreten Arzneimitteln oder generelle Aussagen in ihrem Fachgebiet. Im Bedarfsfall stellt die Arbeitsgruppe für Biologische Arzneimittel nach Aufforderung des CHMP eine schnelle Krisengruppe auf, die sich mit dringenden Fragen zur Arzneimittelsicherheit und Qualität biologischer Arzneimittel beschäftigt und die Koordination von Maßnahmen in den Mitgliedstaaten übernimmt.
- Gemeinsame CHMP/CVMP-Arbeitsgruppe für Qualität: Quality Working Party (QWP). Sie erarbeitet Ratschläge für die Ausschüsse für Humanarzneimittel und für Veterinärarzneimittel, die sich auf die Qualität von Wirkstoffen beziehen, die sowohl als Humanarzneimitteln als auch als Veterinärarzneimitteln zugelassen werden. Diese Schnittstellen-Arbeitsgruppe bietet ein Forum für die beiden Ausschüsse CHMP und CVMP für gemeinsame Denkansätze zu Arzneimitteln, die sowohl in der Humanmedizin und der Veterinärmedizin angewendet werden und nimmt nach Aufforderung des CHMP an der Erstellung, Sichtung und Überarbeitung von Richtlinien teil und liefert wissenschaftlichen Rat bei Fragen zur Qualität, zu nationalen Unterschieden in der Bewertung von Qualität. Die Arbeitsgruppe hält Kontakt zu ähnlichen Ausschüssen in internationalen Gesundheitsbehörden und zu europäischen Fachkreisen, Patientenorganisationen und der pharmazeutischen Industrie.
- Arbeitsgruppe für Patienten und Verbraucher: Patients' and Consumers' Working Party (PCWP). Sie vertritt die Interessen der Patienten in Bezug auf Arzneimittel und setzt sich zusammen aus Vertretern des Sekretariats der Europäischen Arzneimittelagentur, der wissenschaftlichen Ausschüsse und aus Vertretern von Patientenorganisationen und Verbraucherschutzorganisationen der EU-Mitgliedstaaten.
- Arbeitsgruppe für Sicherheit: Safety Working Party (SWP). Sie erarbeitet Empfehlungen zu Fragen der nichtklinischen Sicherheit und gibt Unterstützung bei der Auswertung von Dossiers der Zulassungsanträge. Außerdem bewertet sie nichtklinische Sicherheitserkenntnisse und richtet Trainingsmaßnahmen hierzu aus. Die Arbeitsgruppe kooperiert mit Einrichtungen der nichtklinischen Sicherheit in internationalen Gesundheitsbehörden und zu thematisch interessierten Organisationen.
- Arbeitsgruppe für wissenschaftliche Beratung: Scientific Advice Working Party (SAWP). Sie ist eine gemeinsame Einrichtung des CHMP und des „Ausschusses für Arzneimittel für seltene Krankheiten“ (Committee for Orphan Medicinal Products, COMP). Ihr einziger Aufgabenbereich ist die Bereitstellung von wissenschaftlichem Rat bezüglich Qualität, Wirksamkeit und Sicherheit von Arzneimitteln an Entwickler von Arzneimitteln, an Forschungseinrichtungen und an die Weltgesundheitsorganisation. Sie besitzt Fachwissen vor allem in den Bereichen vorklinische Sicherheit, Pharmakokinetik, Methodologie und Statistik, und in den therapeutischen Feldern Kardiologie, Onkologie, neurodegenerative Erkrankungen und Infektionskrankheiten wie HIV/AIDS.

#### Ehemalige ständige Arbeitsgruppen
Die Arbeitsgruppe für Wirksamkeit (Efficacy Working Party, EWP) wurde nach mehrjähriger Tätigkeit im September 2010 aufgelöst. Sie erarbeitete, sichtete und überarbeitete zahlreiche Leitlinien für spezielle therapeutische Bereiche, Methoden und zur Bewertung von klinische Studien, unterstützte die Auswertung von Dossiers der Zulassungsanträge, unterbreitete dem CHMP Ratschläge zum klinischen Teil bei der Arzneimittelentwicklung und stand in Kontakt mit Fachkreisen, Patientenorganisationen und der pharmazeutischen Industrie. Sie kooperierte in ihrer Arbeit mit der US-Gesundheitsbehörde FDA und der Weltgesundheitsorganisation. Die Aufgaben der EWP werden seitdem von bei Bedarf gebildeten und temporär arbeitenden Arbeitsgruppen wahrgenommen, die jeweils entsprechend spezialisiert sind.
Die Arbeitsgruppe für Pharmakovigilanz (Pharmacovigilance Working Party, PhVWP) wurde nach 17-jähriger Tätigkeit im Juli 2012 verabschiedet. Sie erarbeitete Empfehlungen an den CHMP zur Arzneimittelsicherheit (Pharmakovigilanz). Hierzu sammelte sie Daten aus Spontanmeldesystemen der nationalen Arzneimittelbehörden. Sie beriet die nationalen Behörden hinsichtlich der Erfassung und Auswertung von arzneimittelbezogenen Risiken (Risikomanagement) und etablierte Standards für die Pharmakovigilanzverfahren. Sie kooperierte auch mit außereuropäischen Arzneimittelbehörden und der Weltgesundheitsorganisation. Die Aufgaben der PhVWP wurden mit der Gründung des Pharmacovigilance Risk Assessment Committee (PRAC) in dessen Verantwortlichkeit überführt.

#### Bei Bedarf zusammentretende Arbeitsgruppen
Folgende zeitweise, bei Bedarf zusammentretende Arbeitsgruppen sind die
- Arbeitsgruppe für Biosimilars: Biosimilar Medicinal Products Working Party (BMWP), die Leitlinien zur Qualität, Wirksamkeit und Sicherheit von Biosimilars erstellt sichtet und überarbeitet. Bei einem sogenannten „Biosimilar“ handelt es sich um ein Nachahmer-Arzneimittel eines Original-Arzneimittels, das biotechnologisch erzeugt wird. Diese sind, anders als die klassischen, molekülstruktur-definierten Arzneistoffe, nicht völlig identisch zum Originalwirkstoff und erfordern deshalb aufwendigere Zulassungsverfahren und Überwachungsmaßnahmen als die klassischen Generika. Aus diesem Grund ist die gelegentlich verwendete Bezeichnung „Biogenerika“ eine unzureichende Charakterisierung dieser neuartigen Nachahmer-Arzneimittel. Die BMWP-Arbeitsgruppe gibt dem CHMP wissenschaftlichen Rat zu Fragen der generellen Sicherheit von Biosimilars und zu deren Vergleichbarkeit zum Original. Außerdem unterhält sie Kooperationen mit Nicht-EU-Arzneimittelbehörden, der Weltgesundheitsorganisation, Patientenorganisationen, Arzneimittelentwicklern und Fachkreisen.
- Arbeitsgruppe für Impfstoffe: Vaccine Working Party (VWP). Sie erarbeitet, sichtet und überarbeitet Leitlinien für Impfstoffe in Zusammenarbeit mit anderen geeigneten Arbeitsgruppen und erteilt dem CHMP auf Anfrage wissenschaftlichen Rat zu impfstoffspezifischen Angelegenheiten. Weiterhin unterstützt sie die Auswertung von Dossiers der Zulassungsanträge ebenso wie die Durchführung von epidemiologischen Studien in Kooperation mit nationalen Gesundheitsbehörden. Sie hält Kontakt zu den Impfstoff-Ausschüssen in internationalen Gesundheitsbehörden, zu thematisch interessierten europäischen Fachkreisen, zur pharmazeutischen Industrie und zu Patientenorganisationen. Zum Tätigkeitsgebiet gehört auch die Zusammenarbeit mit der EU-Kommission, der Europäischen Direktion für die Qualität von Arzneimitteln (EDQM), den amtlichen Arzneimittelkontrolllaboratorien (OMCL) und der Weltgesundheitsorganisation (WHO). Die VWP berät ferner über das CHMP die Co-ordination group for Mutual recognition and Decentralised procedures – human (CMDh) der Heads of Medicines Agencies (HMA) in Fragen zu Impfstoffen allgemein und zu solchen im Zusammenhang mit Impfstoffen, die im Rahmen nationaler oder gegenseitiger Anerkennungsverfahren zugelassen sind oder sich in der Entwicklung befinden. Für Impfstoffhersteller richtet sie Trainingsmaßnahmen zu Fragen der Wirksamkeit, Sicherheit und Qualität in der Impfstoffproduktion aus und begleitet unterstützend entsprechende Impfworkshops und -schulungen. Bei einem Arzneimittelsicherheits-Zwischenfall mit Impfstoffen stellt sie nach Aufforderung des CHMP eine schnell agierende Krisengruppe auf, die sich mit dringenden Fragen zur Impfstoffsicherheit und Qualität von Vakzinen beschäftigt und die Koordination von Maßnahmen in den Mitgliedstaaten übernimmt. Die Arbeitsgruppe unterstützt die Einführung der Vaccine Identification Standards Initiative (VISI) und koordiniert europaweit Maßnahmen der Pharmakovigilanz für Impfstoffe. Weiterhin überwacht sie die Entwicklung neuer Technologien zur Impfstoffentwicklung (DNA-basierte Impfstoffe, Krebsimpfstoffe, HIV-Impfstoffe) und die Entwicklung neuer Adjuvanzien.
- Arbeitsgruppe für Pharmakokinetik: Pharmacokinetics Working Party. Sie ist verantwortlich für die Erstellung und Überarbeitung von Richtlinien, die sich mit dem Thema Pharmakokinetik von Arzneimitteln beschäftigen und gibt fachliche Stellungnahmen zu pharmakokinetischen Anfragen des CHMP ab. Dabei kann es sich um spezielle Fragestellungen im Zusammenhang mit bereits zugelassenen Arzneimitteln, mit neuen Arzneimitteln im Zulassungsprozess oder im Rahmen eines Scientific Advice Procedure handeln. Eine ihrer Hauptaufgaben war zuletzt die Revision der für die Generikazulassung relevanten Richtlinie zur Untersuchung der Bioäquivalenz.
- Arbeitsgruppe für Biostatistik: Biostatistics Working Party.  Sie wurde vom CHMP zur Erfüllung spezifischer Aufgaben im Zusammenhang mit der Verwendung biostatistischer Methoden im Zusammenhang mit der Beurteilung von Arzneimitteln eingerichtet. Sie erstellt Leitlinien und Konzeptpapiere, unterstützt die Arbeitsgruppe Scientific Advice Working Party und andere Gruppen sowie das CHMP bei Anfragen zu produktbezogenen Bewertungen.
- Arbeitsgruppe für Blutzubereitungen: Blood Products Working Party (BPWP). Sie erarbeitet Empfehlungen zur Sicherheit und Wirksamkeit von Blutzubereitungen und erstellt, sichtet und überarbeitet Leitlinien und Zusammenfassungen zur Abschätzung der Wirksamkeit und Sicherheit von Blutzubereitungen. Außerdem unterstützt sie die Auswertung von Zulassungsantrags-Dossiers und wertet die Sicherheit und Nützlichkeit von Blutzubereitungen als Hilfsstoff in Arzneimitteln aus. Auch die Kooperation mit internationalen Einrichtungen, europäischen Fachkreisen, Patientenorganisationen und pharmazeutischer Industrie gehört zu ihren Aufgaben. Weiterhin bietet sie Trainingsmaßnahmen zur Wirksamkeit und Sicherheit von Blutzubereitungen an.
- Arbeitsgruppe für Pharmakogenomik: Pharmacogenomics Working Party (PgWP). Die Pharmakogenomik-Arbeitsgruppe organisiert Arbeitstreffen und Informationsveranstaltungen für CHMP-Fachwissenschaftler und Zulassungsantragsteller zum Informationsaustausch über Pharmakogenomik und erarbeitet, sichtet und überarbeitet Leitlinien für die Aufarbeitung und Bewertung pharmakogenomischer Themen in Zulassungsverfahren. Sie unterstützt die Auswertung von Dossiers der Zulassungsanträge, hält Kontakt zu Ausschüssen zur Pharmakogenomik in internationalen Gesundheitsbehörden und zu thematisch interessierten europäischen Fachkreisen und der pharmazeutischen Industrie und nimmt an der Organisierung von Trainingsmaßnahmen und Fachtagungen zum Thema Pharmakogenomik teil.
- Weitere temporäre Arbeitsgruppen befassen sich mit Arzneimitteln für spezielle Anwendungsbereiche, wie etwa die Cardiovascular Working Party, die Central Nervous System Working Party, die Infectious Diseases Working Party, die Oncology Working Party und die Rheumatology/Immunology Working Party. Sie erstellen Leitlinien und Konzeptpapiere und unterstützen das CHMP.

Zwei Arbeitsgruppen, die Arbeitsgruppe für zell-basierte Produkte (Cell-based Products Working Party, CPWP) und die Arbeitsgruppe für Gentherapie (Gene Therapy Working Party, GTWP), wurden 2012 durch Ad-hoc-Redaktionsgruppen ersetzt. Das CPWP und die GTWP existierten beide vor der Gründung des Ausschusses für neuartige Therapien (Committee for Advanced Therapies, CAT) im Jahr 2009. Ihre Aufgaben wurden übertragen, nachdem das CAT seine operativen Tätigkeiten aufgenommen hatte.

### Wissenschaftliche Beratungsgruppen des Ausschusses
Wissenschaftliche Beratungsgruppen versorgen das CHMP mit Ratschlägen zur Bewertung von einzelnen Arzneimitteln oder von Therapien bestimmter Krankheiten oder Syndromen. Diese Beratungsgruppen sind zusammengesetzt aus europäischen Wissenschaftlern der einzelnen jeweiligen Fachgebiete und werden von der Europäischen Arzneimittelagentur oder dem CHMP benannt.
Derzeit etablierte wissenschaftliche Beratungsgruppen sind:
- Wissenschaftliche Beratungsgruppe für Kardiovaskuläre Fragen (Scientific Advisory Group on Cardiovascular Issues, SAG-CVS)
- Wissenschaftliche Beratungsgruppe für Antiinfektiva (Scientific Advisory Group on Anti-infectives, SAG-AI)
- Wissenschaftliche Beratungsgruppe für Neurologie (Scientific Advisory Group  Neurology, SAG-N)
- Wissenschaftliche Beratungsgruppe für Diabetes und Endokrinologie (Scientific Advisory Group on Diabetes/Endocrinology, SAG-D/E)
- Wissenschaftliche Beratungsgruppe für HIV und virale Krankheiten (Scientific Advisory Group on HIV/Viral Diseases, SAG-HIV/Viral Diseases)
- Wissenschaftliche Beratungsgruppe für Onkologie (Scientific Advisory Group on Oncology, SAG-O)
- Wissenschaftliche Beratungsgruppe für Psychiatrie (Scientific Advisory Group on Psychiatry, SAG-P)
- Wissenschaftliche Beratungsgruppe für Impfstoffe (Scientific Advisory Group on Vaccines, SAG-V)

### Andere CHMP-Gruppen
Die anderen CHMP-Gruppen werden vom CHMP um Rat gebeten, wenn deren spezielles Fachwissen gefragt ist. Ihnen werden spezielle Aufgaben zur Marktzulassung, zu Anwendungsfällen und dem Entwerfen und Begutachten von Leitdokumenten übertragen. Derzeit eingerichtete CHMP-Gruppen sind:
- Arbeitsgruppe für die Überprüfung der (erfundenen) Arzneimittel-Namen: (Invented) Name Review Group (NRG). Sie prüft die herstellerspezifischen Arzneimittelnamen (nicht die INN-Namen), ob sie missverständlich therapeutische oder pharmakologische Bedeutungen tragen, ob sie zu Missverständnissen über die Zusammensetzung des Arzneimittels führen können und ob sie zu Verwirrung führen können wegen eines ähnlich benannten, bereits existierenden Arzneimittels
- Arbeitsgruppe für die Qualitätsüberprüfung der Dokumente: Working Group on Quality Review of Documents (QRD) prüft die Beipackzettel auf sprachliche Klarheit, Widerspruchsfreiheit und Genauigkeit und auf Genauigkeit der Übersetzungen aus der Originalsprache. Sie fördert die Lesbarkeit der Information, überprüft die Einhaltung von EU-Bestimmungen und trägt bei zur Entwicklung besser verständlicher Gebrauchsinformationen.
- Inspektions-Service-Gruppen. Der CHMP wird unterstützt durch Inspektions-Service-Gruppen (Inspection Services Groups, ISP) für Good Manufacturing Practice (GMP), Good Clinical Practice (GCP) und Good Laboratory Practice (GLP).
- Expertenteam für Geriatrie: Die Geriatric Expert Group (GEG) unterstützt die Arbeit des Ausschusses und der Agentur in Belangen der sicheren und wirksamen Anwendung von Arzneimitteln speziell bei älteren Menschen.

## Bedeutung des Ausschusses für das Gesundheitswesen

Erstbewertung von EU-weiten Zulassungsanträgen für Humanarzneimittel, seit 1995 (Quelle u. a. Medicine evaluation figures, EMA)

Der Ausschuss für Humanarzneimittel hat durch die verstärkte europäische Zusammenarbeit eine immer größere Bedeutung für das Gesundheitswesen Deutschlands erlangt, denn viele Arzneimittel im deutschen Markt erhalten ihre Zulassung über eine Empfehlung der Europäischen Arzneimittelagentur. Das zentralisierte Verfahren ist vorgeschrieben für:
- Humanarzneimittel, die mit biotechnologischen Verfahren erzeugt werden
- Humanarzneimittel für seltene Leiden
- Humanarzneimittel mit völlig neuen Wirkstoffen zur Behandlung von HIV/AIDS, Krebs, Diabetes, neurodegenerativen Erkrankungen, Autoimmunerkrankungen, anderen Immundefekten und Viruserkrankungen

Außerdem können Pharmaunternehmen für Humanarzneimittel, die einen neuen Wirkstoff enthalten oder Innovationen in therapeutischer, wissenschaftlicher oder technischer Hinsicht darstellen, freiwillig eine Zulassung über das zentrale Zulassungsverfahren beantragen. Ein Vorteil liegt darin, dass solch ein Zulassungsverfahren nur ein einziges Mal durchlaufen werden muss und dann für den gesamten Wirtschaftsraum der EU gilt.